# Аллен, Кларенс
Кларенс Родерик Аллен (англ. Clarence Roderic Allen; 15 февраля 1925, Пало-Алто — 21 января 2021) — американский геолог, и сейсмолог, профессор Калифорнийского технологического института.

## Карьера
Аллен закончил Рид-колледж (бакалавр наук, 1949) и Калифорнийский технологический институт (доктор философии, 1954). Профессор Калифорнийского технологического института (с 1955 года), почетный профессор с 1990 года.
Аллен был пионером сейсмотектоники — науки, устанавливающей связь между землетрясениями и тектоническими разломами. Он сыграл значительную роль в принятии в штате Калифорния в 1972 году закона, запрещающее строительство в зоне активных тектонических разломов, а также принятии в 1977 году в США Национальной программы предупреждения ущерба от землетрясений, чтобы за счёт изменения строительных норм и других мер уменьшить число жертв и экономические потери.
Президент Сейсмологического общества Америки (1975) и Геологического общества Америки (1974).  Был членом Американской ассоциации развития науки, Американского геофизического союза и Геологического общества Америки.
Умер в Пасадине 21 января 2021 года.

## Награды и премии
Аллен был избран членом Американской академии искусств и наук (1975), Национальной академии наук (1976) и Национальной инженерной академии (1976). Получил первую премию Дж. К. Гилберта в области сейсмической геологии, а в 1996 году он получил медаль Американского сейсмологического общества.

## Публикации
- Robert S. Yeats, Kerry E. Sieh and Clarence R. Allen. Geology of Earthquakes (англ.). — Oxford University Press, 1997. — ISBN 0-19-507827-6.